# Oleclumab
L'oleclumab (MEDI9447 secondo la Denominazione Comune Internazionale) è un anticorpo monoclonale umano che ha per target l'ectonucleasi CD73. È stato progettato dalle case farmaceutiche AstraZeneca e MedImmune per un potenziale impiego nella terapia del carcinoma del pancreas, delle neoplasie del colon-retto e di altri tipi di cancro.